# Chiesa del Sacro Cuore di Maria Immacolata
La chiesa del Sacro Cuore di Maria Immacolata è una chiesa situata nel centro storico di Castellammare di Stabia e appartiene alla parrocchia della chiesa dello Spirito Santo.

## Storia e descrizione
Inglobata all'interno di un palazzo storico, la chiesa del Sacro Cuore di Maria Immacolata è stata costruita presumibilmente nel 1852 come testimoniato da un'epigrafe posta all'ingresso, in ricordo del primo centenario della fondazione, il 12 settembre 1952; nel 1860 venne costituita una confraternita, approvata dal re Francesco II delle Due Sicilie, i cui membri erano gli stessi fondatori della chiesa. All'inizio degli anni settanta del XX secolo, venne completamente restaurata, con il rifacimento di tutte le decorazione; tuttavia pochi anni dopo, anche a causa della mancanza di una figura che si occupasse della normale manutenzione, venne chiusa, aprendo solo il 7 e l'8 dicembre di ogni anno.
Di modeste dimensioni, la chiesa è a navata unica: sul lato sinistro, in una cappella, è custodito un crocifisso in legno su cui sono riportati i simboli della passione di Gesù, anche se precedentemente ospitava una statua del Sacro Cuore di Gesù, poi trasferita all'interno della concattedrale di Santissima Maria Assunta e San Catello e che nei giorni festivi veniva abbigliata con paramenti sacri finemente lavorati, ed una cappella con la statua di san Giuseppe; sul lato destro invece si trova la cappella con la statua di santa Fara, un pulpito ligneo a cui si accede tramite una porta dal basso e sul quale era originariamente posta una statua del Cristo risorto, poi rubata insieme ad altri oggetti custoditi nella chiesa e sostituita da una bandiera bianca, ed un gruppo di statue in cartapesta, raffigurante le anime del Purgatorio e realizzate nel 1979 da Vero Ucci, poste su un semplice altare in marmo. Superato un arco, si giunge alla zona del presbiterio: sull'altare maggiore è posta l'immagine del Sacro Cuore di Maria Immacolata ed ai lati, in due nicchie, la statua di sant'Anna e quella di san Vincenzo Ferreri. La volta è stata in parte affrescata da Francesco Filosa nel 1978, anche se a seguito di infiltrazioni d'acqua, alcuni pezzi si sono staccati, rimettendo in mostra le vecchie decorazioni.